# حسن ناجي
حسن عبد الفتاح ناجي (20 أغسطس 1948) شاعر وكاتب مسرحي أردني. ولد في إربد. حصل على إجازة في الآداب ودبلوم باللغة العربية. عمل في التدريس في مسقط رأسه وهو عضو في رابطة الكتاب الأردنيين وعمل للهيئة الإدارية لفرع رابطة في محافظ اربد. مارس نشاطات ثقافية في مجالات المسرح والشعر والتراث، وقد مثلت بعض أعماله المسرحية والشعرية والنثرية على مسارح مدينة إربد وغيرها. له دواوين شعرية عديدة ومؤلفات.

## سيرته
ولد حسن عبد الفتّاح ناجي في يوم 20 أغسطس 1948/ 15 شوال 1367 في إربد، أنهى الثانوية في مدرسة سعد بن أبي وقّاص بإربد سنة 1968، وحصل على شهادة البكالوريوس في العلوم من الجامعة اللبنانية ببيروت سنة 1974، ثم شهادة الليسانس في الآداب من جامعة بيروت العربية سنة 1982.
كتب نصوصاً مسرحية وأخرج أعمالاً مسرحية عديدة، وكتب للإذاعة الأردنية برنامجاً شعبياً زَجَليّاً بعنوان وَقِّفْ نحكي، وحلقات درامية بعنوان كل يوم حكاية، ومسلسلاً بعنوان مشْ كل الناس هيك. وكتب للتلفزيون الأردني العرس الأردني سنة 1982.
عمل عضواً في هيئة تحرير مجلة وسام للأطفال التي تصدرها وزارة الثقافة لأربع سنوات، واختير عضواً في لجنة تحكيم المهرجانات المسرحية في وزارة التربية والتعليم لسنوات عدّة.
وهو عضو في رابطة الكتاب الأردنيين، ورأسَ فرعها في إربد لأكثر من دورة. كما أنه عضو ومؤسس في فرقة مسرح الفن في إربد، ورأسَ الفرقة لأكثر من دورة.

## جوائزه
نالت مسرحيات من تأليفه جوائز عربية، منها:
- 1988: نالت مسرحية الكنز من إخراج نبيل نجم، جائزة مهرجان مسرح الطفل الأول بالسويس من وزارة الثقافة المصرية.
- 2003: نالت المسرحية الكنز من إخراج محمود بطاينة، جائزة مهرجان التربية للمسرح من وزارة التربية والتعليم.
- 2003: نالت مسرحية حكايات ثعلوب التي أخرجها علي الجراح، جائزة مهرجان مسرح الطفل العربي السادس من وزارة الثقافة.
- 2006: نالت مسرحية داليا من إخراج محمّد قاسم، جائزة مهرجان مسرح الطفل بسوسة من وزارة الثقافة التونسية.
- 2007: نالت المسرحية داليا من إخراج سمير خوالدة، جائزة مهرجان التّربية للمسرح من وزارة التربية والتعليم.
- 2006: نالت مسرحية التدوير التي أخرجها حسين طبيشات، جائزة منظمة البيئة العالمية بكندا.

## مؤلفاته
من مجموعاته الشعرية :
- أوراق الزيتون، 1972
- المرتحل، 1978
- إلك رح غني، زجل باللهجة اللبنانية، 1992
- باقة حلا، زجل باللهجة اللبنانية، 1994
- تغريد، 2001
- صهيل الأصابع، 2005
- مقام النون، 2006
- وقف نحكي، زجل باللهجة الأردنية، 2007

من مسرحياته:
- الكنز، مسرحية شعرية للأطفال، 1984
- العصفور التائب، مسرحية شعرية للأطفال، 1984
- يوم اليرموك، مسرحية شعرية للأطفال، 1987
- وردة الصحراء البتراء، مسرحية غنائية، 2007
- داليا، مسرحية منو دراما للأطفال، 2008
- القطط الست مسرحية شعرية للأطفال، 2010

من كتبه في النقد والدراسات :
- المرأة في المثل الشعبي، دراسة، 1986
- الطب الشعبي في المثل الشعبي، دراسة، 1987
- غضب الحناجر ودفء الشفاه، نقد، 2001
- أدب ومسرح الطفل، دراسة/ مشترك، 2002
- صورة المبدع وصوت الناقد، نقد، 2004
- مسرح الطفل والأبعاد التراثية، نقد أدبي، 2007
- حروفنا العربية، شعر/ مصور تعليمي للأطفال، 2008
- فكرة.. أصل المعتقدات وحكاية الاختراعات، 2010
- الطفل في الذاكرة الإنسانية والأمثال الشعبية، 2010
- الحركة المسرحية الأردنية، 2011
- الحركة المسرحية في إربد (1920-2010 )، دراسة، 2012

## وصلات خارجية
- في موقع أرشيف المجلات
- الأديب حسن ناجي : الكتابة في المسرح كتابة في فنون متعددة (جريدة الدستور، 24 يونيو 2013)